# Sam Webster
Sam Webster (Auckland, 16 de julho de 1991) é um ciclista profissional neozelandês. É especialista em ciclismo de pista.